# ブカツ道
ブカツ道（ぶかつどう）は、WOWOWで放送されたオムニバステレビドラマ。

## 概要
映画「武士道シックスティーン」の公開を記念して2010年4月4日からWOWOWで放送された短編ドラマ集。映画の主演成海璃子と北乃きいが「部活動」をテーマに様々な役柄に挑戦している。

## 内容
第一話　成海璃子篇Ⅰ　「桜の園」（演劇部）
成海璃子演じるたった一人の演劇部員におとずれた儚い恋。
脚本・監督：古厩智之
出演：成海璃子、冨浦智嗣、川村亮介、岩清水華衣
第二話　北乃きい篇Ⅰ　「お茶の薫り」（茶道部）
密かに同性の先輩に憧れる女子高生を北乃きいが演じる。
脚本・監督：永田琴
出演：北乃きい、高木古都、細田よしひこ、濱田岳
第三話　成海璃子篇Ⅱ　「練習とか面倒だし。」（まっすぐベースボール部）
熱血監督とやる気のない高校生たちの変な青春ストーリー。
監督：犬童一心　脚本：小林稔幸、犬童一心
出演：成海璃子、松居一代、椿姫彩菜、佐々木歩、石井聖也、染谷将太、咲世子
第四話　北乃きい篇Ⅱ　「しあわせの味」（家庭科部）
北乃きい演じる女子高生が父親と亡きお母さんの思い出の卵焼きをつくる。
監督：古厩智之　脚本：いながききよたか
出演：北乃きい、村杉蝉之介、古村比呂
第五話  成海璃子特別篇　「パシュっとな!」（弓道部）
「誰でも好きになる矢」をもらった地味な女子高生の物語。俳優の沢村一樹の初監督作品。
監督：沢村一樹　脚本：山咲藍
出演：成海璃子、朝倉あき、田辺季正、ミッキー・カーチス